# جک قاتل
جک قاتل یا جک قصاب یا جک دِ ریپِر (به انگلیسی: Jack the Ripper) نام مستعار قاتلی است که قتل‌های زنجیره‌ای خود را در محله فقیرنشین وایتچپل انجام می‌داده است. این نامی است که روی نامه‌هایی که به دفتر پلیس رسیده نوشته شده و قاتل خودش را جک قاتل معرفی کرده بود. دربارهٔ هویت این قاتل احتمال داده می‌شود یک کالبدشکاف است؛ زیرا در ساعات تعطیلی ادارات و در شب قتل انجام گرفته و قاتل نیز بر طبق ادعای پلیس دارای سابقه پزشکی بوده.
او هرگز شناسایی نشد و در یک دوره ۳ ماهه در سال ۱۸۸۸ حداقل ۵ نفر را به قتل رسانید. قربانی‌های این قاتل زنان فاحشه بودند. بیشتر قربانی‌ها گلو و بدنشان بریده و بعضی از اندام‌های داخلی بدن سه تن از قربانیان برداشته شده بود.

## سابقه

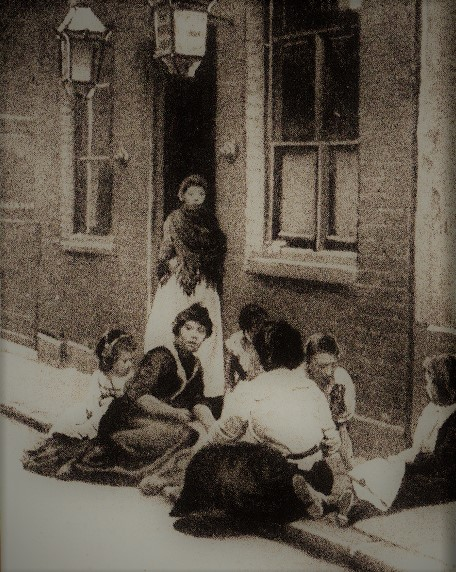
تصاویری از فقر در شرق لندن سال 1890 میلادی

در اواسط قرن ۱۹ جمعیت انگلستان رو به افزایش بود و محله‌های فقیرنشین زیاد شده بودند. در ۱۸۸۲، شماری از یهودیهای ساکن در روسیه و اروپای شرقی که از کشتار خسته شدند به انگلستان به‌خصوص قسمت شرقی لندن و وایتچپل مهاجرت کردند. در همین زمان ایرلندی‌های مهاجر نیز در همان محله‌های فقیرنشین ساکن شدند و جمعیت آن مناطق افزایش یافت. مهاجران فقیر بودند و زنان بسیاری برای ادامه زندگی به فاحشگی روی آوردند. در اکتبر ۱۸۸۸، پلیس لندن جمعیت فاحشه‌ها را ۱٬۲۰۰ نفر تخمین زد و در وایتچپل ۶۲ فاحشه خانه وجود داشت. تعداد قتل‌ها در وایتچپل زیاد شده بود و بیشتر قتل‌ها به جک قاتل نسبت داده شده بود. سرانجام اسکاتلندیارد نامه‌ای در رابطه با قتل ها دریافت کرد. نامه برای فرمانده جرج لاسک نوشته شده بود و در آن بسته پستی، کلیه انسان وجود داشت.

## قربانی‌ها
پلیس به شدت به پرونده‌ها رسیدگی می‌کرد و نویسندگان و تاریخ نویسان دربارهٔ قتل‌های وایتچپل کتاب می‌نوشتند. تعداد مقتول‌هایی که شبیه به هم کشته شده بودند پنج نفر بودند.

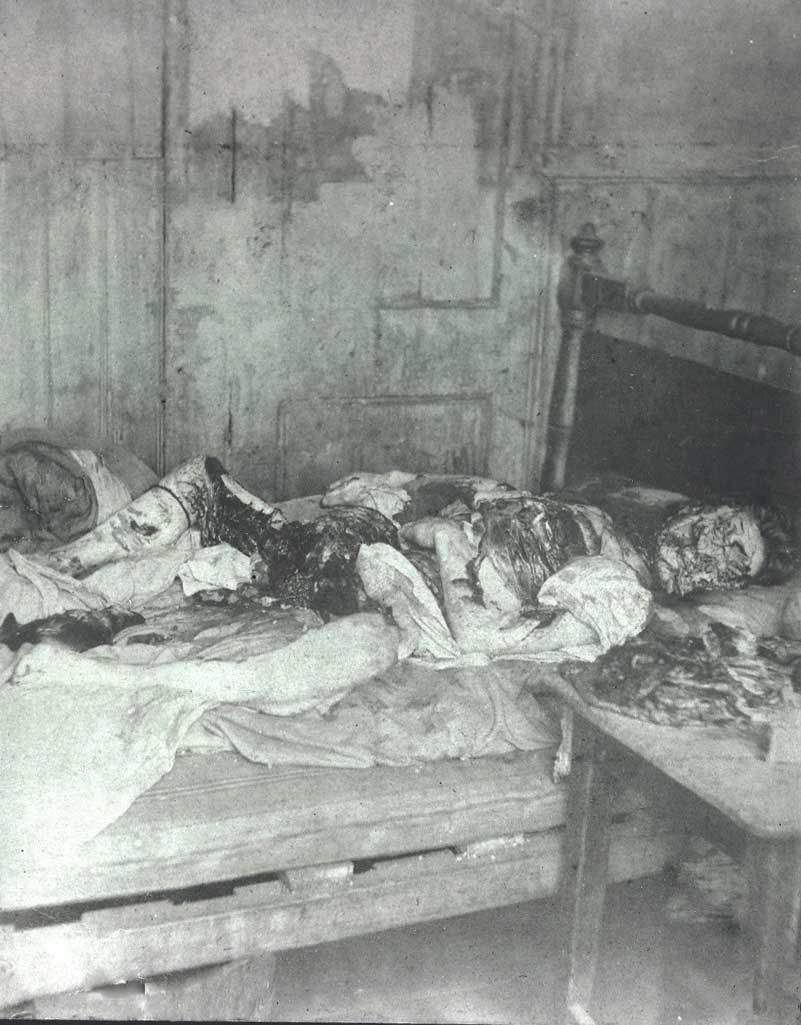
تصویر جنازه مری جین کلی

- ماری آن نیکلاس (ملقب به پولی) در جمعه ۳۱ اوت ۱۸۸۸ به قتل رسید. جنازه او توسط مردی به نام چارلز کراس در ساعت ۳:۴۰ بامداد پیدا شد. گلوی او دو بریدگی عمیق داشت و در آلت تناسلی وی چند زخم گود وجود داشت.
- آنی چپمن (نام دوران دوشیزگی او الیزا آن اسمیت و لقب او آنی سیاهه بود) در شنبه ۸ سپتامبر ۱۸۸۸ کشته شد. جسد او در ساعت ۶ صبح پیدا شد. طریقه بریده شدن گلوی او به گلوی ماری آن نیکلاس شباهت داشت و دو بریدگی داشت که یک بریدگی عمیق‌تر از دیگری بود. شکم او کاملاً بریده و باز شده بود و رحم او برداشته شده بود.
- الیزابت استراید (ملقب به لیز دراز) در یکشنبه ۳۰ سپتامبر ۱۸۸۸ کشته شد. جنازه او در ساعت ۱ بامداد پیدا شد. یک بریدگی واضح در گلوی او وجود داشت. علت مرگ او بریدگی شاهرگ اصلی بود.
- کاترین ادواردز در یکشنبه ۳۰ سپتامبر ۱۸۸۸ (روز قتل الیزابت استراید) کشته شد. گلوی او هم دو بریدگی داشت. شکم او با زخم عمیقی پاره شده بود. کلیه چپ و قسمت‌های اصلی رحم و لب‌های واژن برداشته شده بود. قتل او و الیزابت استراید در لندن به عنوان «رویداد دو جانبه» نام گرفت.
- مری جین کلی در جمعه ۹ نوامبر ۱۸۸۸ کشته شد. بدن او به‌طور وحشتناکی بریده شده بود و جسد او کمی بعد از ساعت ۱۰:۴۵ دقیقه صبح پیدا شد. گلوی او تا ستون فقراتش بریده شده بود و داخل شکم او خالی بود؛ قلب و رحم او گم شده بودند.

### نوشته روی دیوار
بعد از قتل الیزابت استراید و کاترین ادواردز در شب ۳۰ سپتامبر، پلیس محدوده جنایت را بررسی کرد. آلفرد لانگ توانست دو دکمه خونی از دامن مقتول در نزدیکی پلکان آپارتمانی در خیابان گلستن کشف کند. نوشته‌ای با گچ روی دیوار نوشته شده بود. نوشته روی دیوار "یهودی‌ها مقصر هستند" بود. نوشته به دست کارآگاه دانیل هالز رسید و از روی نوشته کپی برداشته شد.